# Quận Chattahoochee, Georgia
Quận Chattahoochee là một quận nằm trong tiểu bang Georgia, Hoa Kỳ. Quận được thành lập ngày 13 tháng 2 năm 1854. Đến năm 2000, dân số quận là 14.882 người 2. Các điều tra dân số năm 2007 ước tính dân số quận này là 9.430 người. Nó là một phần của khu vực thống kê đô thị Columbus-Alabama. Quận lỵ là Cusseta. 6

## Thông tin nhân khẩu
Theo điều tra dân số 2 năm 2000, quận có dân số 14.882 người, 2.932 hộ, và 2.624 gia đình sống trong quận. Mật độ dân số là 60 người cho mỗi dặm vuông (23/km ²). Có 3.316 đơn vị nhà ở với mật độ trung bình là 13 cho mỗi dặm vuông (5/km ²). Cơ cấu chủng tộc của dân cư quận gồm 58,08% người da trắng, 29,92% da đen hay người Mỹ gốc Phi, 0,80% người Mỹ bản xứ, 1,80% người châu Á, 0,45% người đảo Thái Bình Dương, 5,18% từ các chủng tộc khác, và 3,77% từ hai hoặc nhiều chủng tộc. 10,42% dân số là người Hispanic hay Latino thuộc chủng tộc nào.
Có 2.932 hộ, trong đó 64,80% có trẻ em dưới 18 tuổi sống chung với họ, 76,30% là các cặp vợ chồng sống với nhau, 10,10% có chủ hộ là nữ không có mặt chồng, và 10,50% là không lập gia đình. 8,90% của tất cả các hộ gia đình đã được tạo thành từ các cá nhân và 2,30% có người sống một mình 65 tuổi trở lên đã được người. Bình quân mỗi hộ là 3,41 và cỡ gia đình trung bình là 3,64.
Độ tuổi dân cư quận có 28,40% ở độ tuổi dưới 18, 27,90% 18-24, 36,40% 25-44, 5,50% 45-64, và 1,80% 65 tuổi trở lên. Tuổi trung bình là 23 năm. Cứ mỗi 100 nữ có 171,70 nam giới. Cứ mỗi 100 nữ 18 tuổi trở lên, đã có 217,60 nam giới.
Thu nhập trung bình cho một hộ gia đình trong quận đã được 37.106 USD, và thu nhập trung bình cho một gia đình là 38.313 đô la Mỹ. Nam giới có thu nhập trung bình 21.975 Mỹ kim so với 20.648 $ cho phái nữ. Thu nhập trên đầu cho các quận được $ 14,049. Giới 8,90% gia đình và 10,60% dân số sống dưới mức nghèo khổ, trong đó có 11,50% những người dưới 18 tuổi và 18,60% có độ tuổi từ 65 trở lên.